# Ректянский сельсовет
Ректя́нский сельсовет (бел.  Рэкцянскі сельсавет) — административно-территориальная единица Горецкого района Могилёвской области Белоруссии. Административный центр — агрогородок Ректа.

## Состав
Включает 10 населённых пунктов:
- Глиньково — деревня.
- Нежково — деревня.
- Орлы — деревня.
- Попковка — деревня.
- Ректа — агрогородок.
- Сеньково — деревня.
- Ульяшино — деревня.
- Холмы — деревня.
- Шеворовка — деревня.
- Шишево — деревня.

## Население
- 1999 год — 1734 человека
- 2010 год — 1333 человека